# Emilio Materassi

## Racingkarriär
Materassi tävlade i backe och senare i banracing. Hans största seger kom 1927 när han rattade en Bugatti T35C och vann Targa Florio och Tripolis Grand Prix.
I juni 1928 vann han Mugellos Grand Prix i en Talbot och slutade på andra plats i Coppa Acerbo i augusti. Senare samma månad vann han sitt fjärde Coppa Ciano på Circuito del Montenero, före Tazio Nuvolari och Giuseppe Campari.
Senare samma år tappade Materassi kontrollen över sin bil på det sjuttonde varvet på Autodromo Nazionale Monza och kraschade in i en läktare och omkom omedelbart. Även 27 åskådare omkom och många skadades.

## Segrar
1. Coppa Perugia 1924
2. Circuito del Savio 1925
3. Mugellos Grand Prix 1925
4. Coppa Ciano 1925
5. Coppa Ciano 1926
6. Bolognas Grand Prix 1927
7. Coppa Perugia 1927
8. Coppa Ciano 1927
9. Tripolis Grand Prix 1927
10. Targa Florio 1927
11. San Sebastiáns Grand Prix 1927
12. Mugellos Grand Prix 1928
13. Coppa Ciano 1928